# The One (Kylie Minogue)
The One è il quarto singolo europeo estratto dall'album X di Kylie Minogue. È stata presentata per la prima volta nel 2007 al The Kylie Show, lo spettacolo promozionale per l'album X. Il singolo è stato lanciato a grande richiesta dai fan, che l'acclamavano come la migliore traccia dell'album. La base del brano è stata creata dai Freemasons, geni dell'elettronica, mentre il testo è stato scritto da Minogue con la collaborazione di Stannard. Il brano contiene un sample del brano dance I'm the One dei Laid con Emma Holmgren.

## Descrizione
Il brano originale contenuto nell'album X, è una ballata elettropop e dance pop, molto più lenta rispetto alla video-version.
Per la realizzazione del video, infatti, è stata usata la versione Freemasons Vocal Club Mix Edit. La release di questo singolo è stata divisa a seconda dei paesi di destinazione. È uscito a luglio in Inghilterra, a settembre in Nuova Zelanda, ad ottobre in Europa, novembre in Australia. Nonostante non sia uscito in America, il Chronicle di San Francisco, lo ha scelto come una delle migliori canzoni Pop del 2008.
In America Latina, il singolo non è stato estratto ufficialmente, ma grazie ai passaggi video di alcuni programmi musicali, ha avuto molto successo, raggiungendo la vetta dei singoli digitali messicani. Penalizzato dall'uscita solo digitale, il singolo non riceve molto successo in termini di vendite di quanto ne riceve in termini di airplay.

## Il video
Il video è un mash-up di immagini e disco-screen, diretto da William Baker, stylist e migliore amico di Kylie. Si compone di effetti Caleidoscopici e Spirografi, in cui la cantante indossa vestiti caratteristici degli anni venti. Dopo molto tempo il sito ufficiale ha dato la premerie del video, che è stato girato in contemporanea allo svolgimento del KylieX2008, il tour mondiale che ha accompagnato l'album. In Italia il video è stato presentato in esclusiva sul programma musicale MTVItalia.

## Tracce
UK promotional CD single

(5099951497323; Released 2008)
1. "The One" - 4:05
2. "The One" (Freemasons Vocal Club Mix Edit) - 3:43

UK promotional CD-R single

(ACETATE PROMO 1; Released 2008)
1. "The One" (Freemasons Vocal Club Mix)- 9:15

UK promotional CD-R single

(ACETATE PROMO 2; Released 2008)
1. "The One" (Freemasons Vocal Club Mix)- 9:15
2. "The One" (Freemasons Vocal Club Mix Edit) - 3:43

iTunes digital bundle 1
1. "The One" (Album version) - 4:05
2. "The One" (Freemasons Vocal Club Mix)- 9:15

iTunes digital bundle 2
1. "The One" (Album edit) - 3:36

Australian iTunes Digital EP
1. "The One" - 4:05
2. "The One" (Freemasons Vocal Club Mix Edit) - 3:43
3. "The One" (Freemasons Vocal Club Mix)- 9:15

Digital 7"
1. "The One" (Freemasons Vocal Club Mix Edit) - 3:43

## Classifiche
| Classifica (2008-09) | Massima posizione |
| -------------------- | ----------------- |
| Belgio (Fiandre)     | 57                |
| Belgio (Vallonia)    | 65                |
| Bulgaria             | 10                |
| Cile                 | 49                |
| Croazia              | 9                 |
| Regno Unito          | 36                |
| Russia               | 51                |
| Ucraina              | 55                |